# شبيب الخالدي
شبيب الخالدي هو لاعب كرة قدم كويتي محترف، من مواليد 11 أغسطس 1998، يلعب لنادي كاظمة والمنتخب الكويتي، ظهر لأول مرة دوليًا في تصفيات كأس العالم لكرة القدم 2022، وسجل هدفه الأول في مبارة الكويت ضد تايبيه الصينية.

## مسيرة اللاعب
لعب في بداياته في نادي الساحل و انتقل إلى نادي كاظمة في عام 2018 و إحترف في نادي حتا الإماراتي في صيف 2023.

## الاهداف الدولية
| #   | تاريخ          | مكان                                                 | الخصم          | عدد الأهداف | نتيجة | منافسة                              |
| --- | -------------- | ---------------------------------------------------- | -------------- | ----------- | ----- | ----------------------------------- |
| 1.  | 14 نوفمبر 2019 | ملعب نادي الكويت، مدينة الكويت، الكويت               | تايبيه الصينية | 7 –0        | 9-0   | تصفيات كأس العالم 2022              |
| 2.  | 29 مارس 2021   | ملعب نادي ضباط الشرطة، دبي، الإمارات العربية المتحدة | لبنان          | 1 –0        | 1–1   | مباراة ودية                         |
| 3.  | 29 يناير 2022  | إستاد جابر الأحمد الدولي، مدينة الكويت، الكويت       | ليبيا          | 2 –0        | 2-0   | مباراة ودية                         |
| 4.  | 13 يناير 2023  | ملعب جذع النخلة، البصرة،العراق                       | البحرين        | 1-1         | 1-1   | كأس الخليج العربي 25                |
| 5.  | 28 مارس 2023   | إستاد جابر الأحمد الدولي، مدينة الكويت، الكويت       | طاجيكستان      | 0-2         | 2-1   | مباراة ودية                         |
| 6.  | 12 يونيو 2023  | استاد القاهرة الدولي، القاهرة، مصر                   | زامبيا         | 1-0         | 3-0   | مباراة ودية                         |
| 7.  | 12 يونيو 2023  | استاد القاهرة الدولي، القاهرة، مصر                   | زامبيا         | 3-0         | 3-0   | مباراة ودية                         |
| 8.  | 15 يونيو 2023  | استاد القاهرة الدولي، القاهرة، مصر                   | السودان        | 1-0         | 2-1   | مباراة ودية                         |
| 9.  | 15 يونيو 2023  | استاد القاهرة الدولي، القاهرة، مصر                   | السودان        | 2-0         | 2-1   | مباراة ودية                         |
| 10. | 21 يونيو 2023  | ملعب سري كانتيرافا، بنغالور، الهند                   | نيبال          | 2-0         | 3-1   | كأس اتحاد جنوب آسيا لكرة القدم 2023 |
| 11. | 4 يوليو2023    | ملعب سري كانتيرافا، بنغالور، الهند                   | الهند          | 1-0         | 1-1   | كأس اتحاد جنوب آسيا لكرة القدم 2023 |
| 12. | 7 سبتمبر 2023  | ملعب نادي ضباط الشرطة، دبي، الإمارات العربية المتحدة | البحرين        | 2-0         | 3-1   | مباراة ودية                         |
| 13. | 7 سبتمبر 2023  | ملعب نادي ضباط الشرطة، دبي، الإمارات العربية المتحدة | البحرين        | 3-0         | 3-1   | مباراة ودية                         |

## روابط خارجية
- شبيب الخالدي على موقع قاعدة بيانات كرة القدم.إي يو (الإنجليزية)
- شبيب الخالدي على موقع ناشيونال فوتبول تيمز (الإنجليزية)
- شبيب الخالدي على موقع عالم كرة القدم.نت (الإنجليزية)
- شبيب الخالدي على موقع كووورة